# ليلي مونوري
ليلي مونوري (بالمجرية: Monori Lili)‏ هي مؤدية وممثلة مجرية، ولدت في 10 أكتوبر 1945 في المجر.

## وصلات خارجية
- ليلي مونوري على موقع IMDb (الإنجليزية)
- ليلي مونوري على موقع ألو سيني (الفرنسية)
- ليلي مونوري على موقع أول موفي (الإنجليزية)
- ليلي مونوري على موقع قاعدة بيانات الأفلام السويدية (السويدية)
- ليلي مونوري على موقع قاعدة بيانات الفيلم (الإنجليزية)
- ليلي مونوري على موقع كينوبويسك (الروسية)